# Saint-Baraing
Saint-Baraing – miejscowość i gmina we Francji, w regionie Burgundia-Franche-Comté, w departamencie Jura.
Według danych na rok 1990 gminę zamieszkiwały 194 osoby, a gęstość zaludnienia wynosiła 31 osób/km² (wśród 1786 gmin Franche-Comté Saint-Baraing plasuje się na 551. miejscu pod względem liczby ludności, natomiast pod względem powierzchni na miejscu 704.).